# 난 오 카바브
난 오 카바브(페르시아어: نان و کباب) 또는 나네 카바브(페르시아어: نان کباب)는 쿠비데 등의 케밥을 라바시 등의 납작빵과 곁들여 먹는 이란의 전통 식사이다. 빵 대신 밥을 곁들이는 경우 "첼로 카바브"라 부른다.

## 이름
페르시아어 "난 오 카바브(نان و کباب)"은 "빵과 케밥"이라는 뜻이다. "난(نان)"은 "빵"을, "오(و)"는 "~와"를, "카바브(کباب)"는 "케밥"을 뜻한다.
"나네 카바브"(نان کباب)"는 "빵"을 뜻하는 "난(نان)"에 에자페 "-에(-e)"를 붙인 말인 "나네(نان)"와 "케밥"을 뜻하는 "카바브(کباب)"가 합쳐진 말로, "케밥 빵"이라는 뜻이다.

## 같이 보기
- 반 카바브
- 첼로 카바브